# Takeda Shingen
Det här är en artikel om en person med japanskt personnamn; Takeda är familjenamnet medan Shingen motsvarar ett svenskt förnamn.

Takedaklanens mon (emblem)

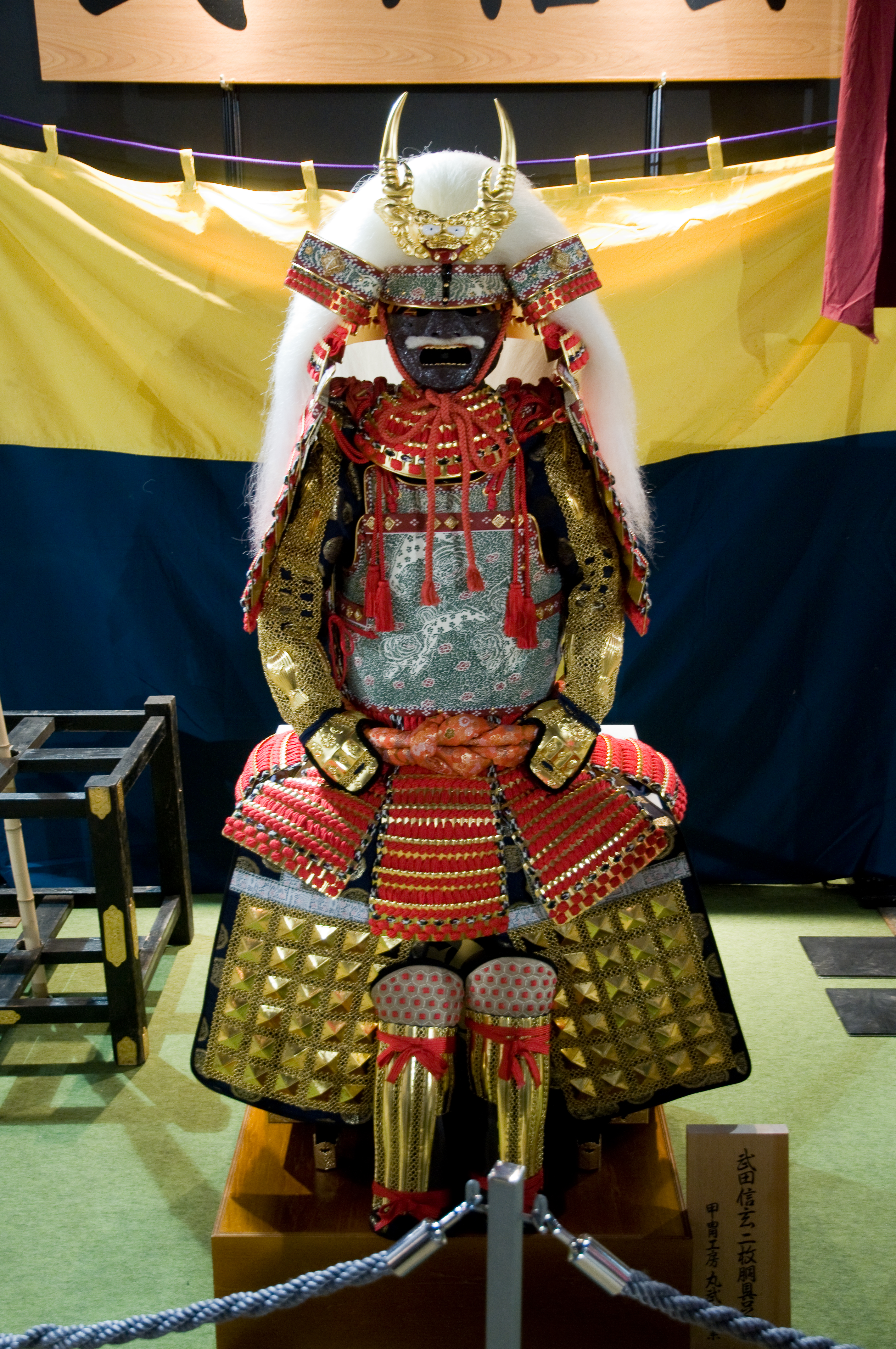
En modern reproduktion av Takeda Shingen's berömda rustning

Takeda Shingen 武田 信玄, född 1 december 1521, död 13 maj 1573, var en av Japans mäktigaste och mest framstående daimyos i slutet av Sengoku-perioden. Han brukar ofta räknas som en av Japans främsta militära ledare genom tiderna, och hans rivalitet med Uesugi Kenshin har blivit legendarisk.

## Biografi

### Uppväxt
Takeda Shingen föddes som Takeda Katsuchiyo, förstfödd son till Takeda Nobutora, ledaren för Takedaklanen. Han växte upp i Kaiprovinsen (dagens Yamanashi prefektur) och visade tidigt tecken på intelligens och ledarskap. Även om han inledningsvis var en värdefull tillgång för klanen beslöt Shingen, efter sin myndighetsceremoni, att revoltera mot sin far Nobutora.
Vid 21 års ålder lyckades han med att avlägsna sin fader och ta kontroll över klanen. Det råder brist på detaljer kring detta ledarskapsbyte, men man tror att Nobutora hade tänkt utnämna sin andra son, Nobushige, till arvinge istället för Shingen. Nobutora tvingades i pension i Surugaprovinsen (idag en del av Shizuoka prefektur) där han hölls under bevakning av Imagawaklanen. Eftersom Imagawaklanen hade hjälpt Shingen med kuppen, bildades en allians mellan de två klanerna.

## Inledande erövringar
Shingen koncentrerade sig först på att ta kontroll över det omgivande området, med Shinanoprovinsen som hans slutgiltiga mål. Flera krigsherrar i Shinanoområdet marscherade mot Shingen i hopp om att neutralisera honom innan han blev ett hot och kunde ta deras land. De överraskades dock av Shingen i Slaget vid Sezawa, och tack vare motståndarnas förvirring lyckades Shingen vinna en snabb seger. Han trängde snabbt långt in i Shinanoprovinsen, erövrade Suwaklanens högkvarter i Belägringen av Kuwabara och besegrade både Tozawa Yorichika och Takato Yoritsugu. I Slaget vid Uedahara besegrades dock Shingen för första gången av Murakami Yoshikiyo, men han lyckades så småningom vända detta och besegra Murakamiklanen.
Efter sin erövring av Shinano ställdes han för första gången mot Uesugi Kenshin, en krigsherre från Echigo som han skulle möta många fler gånger. Fem gånger möttes deras arméer i Slagen vid Kawanakajima mellan 1553 och 1564, och i flera av dessa möttes Shingen och Kenshin man mot man. Det fjärde slaget vid Kawanakajima var det största och mest brutala, och legenden säger att Kenshin attackerade Shingen som endast försvarade sig med sin tessen (en solfjäder i metall som också kunde användas som vapen).

## Personliga problem och kuppförsök
Efter det fjärde slaget vid Kawanakajima drabbades Takedaklanen av två interna bakslag. Hans kusin, Suwa Shigemasa, planerade att mörda honom. Shigemasa tvingades begå seppuku. Några år senare avslöjades det också att Shingens egen son, Takeda Yoshinobu, också planerade att mörda honom. Han spärrades in i ett tempel där han dog två år senare. Det är oklart om han dog av naturliga skäl eller mördades av sin far. Shingen gjorde sin fjärde son, Takeda Katsuyori, till sin efterträdare.

## Konflikt med Imagawa
Den långvariga alliansen med Imagawaklanen, som Takeda Shingen hade haft ända sedan början av sitt styre, upplöstes då den gamle daimyon Imagawa Yoshimoto dog i strid mot Oda Nobunaga 1560. Shingen började planera en invasion av Surugaprovinsen, som hölls av Yoshimotos son Ujizane, Imagawaklanens nye ledare. Shingens son Yoshinobu hade starkt protesterat mot en invasion av Suruga eftersom hans hustru var dotter till den nu avlidne Yoshimoto. Men efter Yoshinobus död, och efter att Shingen avvärjt Uesugi Kenshins invasionsförsök av norra Shinano och konsoliderat sin ställning, var han redo att angripa den försvagade Imagawaklanen.
Shingen tros ha ingått en pakt med Tokugawa Ieyasu om att dela upp Imagawas land mellan sig, och de slogs båda mot Ujizane. År 1569 lyckades Shingen slutligen säkra Surugaprovinsen åt sin klan, och vände sig härnäst mot alliansen Oda-Tokugawa.

## Död

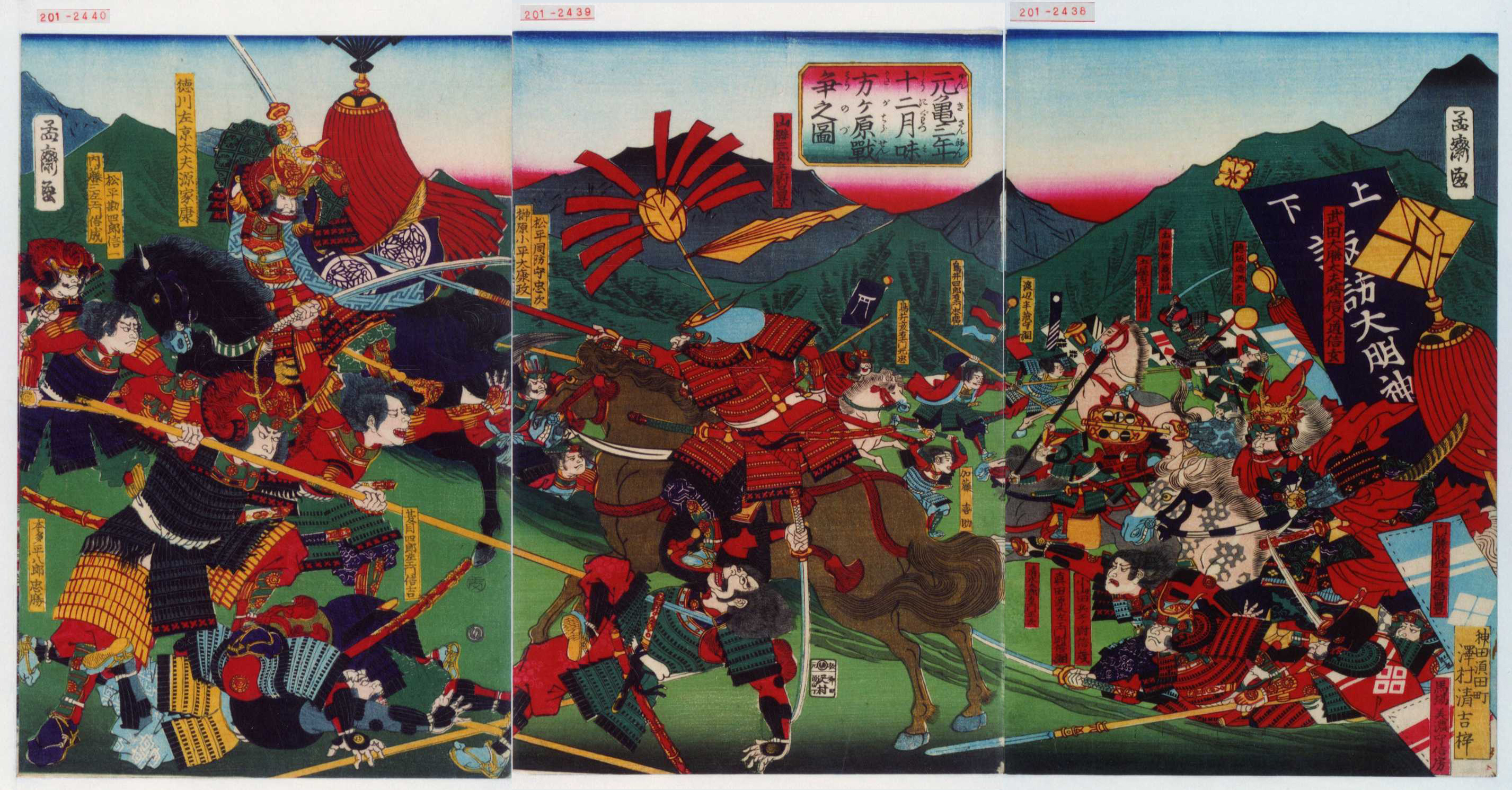
Slaget vid Mikatagahara, där Takeda Shingen besegrade Oda Nobunaga och Tokugawa Ieyasu

Det är inte exakt känt hur Takeda Shingen dog, men det finns en lång rad berättelser och legender. 
År 1572, då Shingen var 49 år gammal, var han den enda daimyon i Japan som kunde utmana Oda Nobunagas makt. I januari besegrade han en kombinerad styrka av Oda Nobunagas och Tokugawa Ieyasus styrkor i Slaget vid Mikatagahara. På grund av yttre influenser och bråskande affärer i andra delar av klanens territorium tvingades Shingen tillfälligt avbryta sin kampanj mot Oda och Tokugawa, vilket gav dessa en chans att återhämta sig. När han befann sig i ett krigsläger i Mikawaprovinsen dog han plötsligt. Det är okänt av vad, men en gammal oläkt krigsskada, ett skott från en krypskytt och lunginflammation har alla lagts fram som förslag.

## Efter Shingens död
Som bestämt efterträdde Takeda Katsuyori sin far. Katsuyori var ambitiös och planerade att fortsätta sin faders erövringar, men det var uppenbart att han inte var den befälhavare hans far varit.
I Slaget vid Nagashino år 1575 krossade Tokugawa Ieyasu och Oda Nobunaga Katsuyoris styrkor. I Slaget vid Temmokuzan, som räknas som "Takedaklanens sista strid", besegrades resterna av Katsuyoris styrkor återigen och Katsuyori begick självmord efter striden. Takedaklanen skulle aldrig återhämta sig.
Rapporter säger att Uesugi Kenshin grät då han hörde om Shingens, hans mest respekterade och starkaste motståndares, död. Tokugawa Ieyasu själv lånade mycket från Shingens militära strategier och regeringsinnovationer, och dessa användes sedan under de följande århundradena av Tokugawastyret.
Takeda Shingen är ihågkommen för sina storslagna militära bedrifter, men också för sina juridiska-, skatte- och administrationsreformer, och många legender florerar om honom. Hans krigsfana (Sashimono) innehöll den berömda frasen Fū-Rin-Ka-Zan (風林火山, Vind, Skog, Eld, Berg), tagen från Sun Tzus Krigskonsten.